# Generali Open Kitzbühel 2020
Generali Open Kitzbühel 2020 var den 76:e upplagan av Austrian Open, en tennisturnering i Kitzbühel, Österrike. Turneringen var en del av 250 Series på ATP-touren 2020 och spelades utomhus på grus mellan den 6–13 september 2020.

## Mästare

### Singel
- Miomir Kecmanović besegrade  Yannick Hanfmann, 6–4, 6–4.

### Dubbel
- Austin Krajicek /  Franko Škugor besegrade  Marcel Granollers /  Horacio Zeballos, 7–6(7–5), 7–5.